# Communauté de communes de la Région d’Audruicq
Die Communauté de communes de la Région d’Audruicq ist ein französischer Gemeindeverband mit der Rechtsform einer Communauté de communes im Département Pas-de-Calais in der Region Hauts-de-France. Sie wurde am 29. Dezember 1993 gegründet und umfasst 15 Gemeinden. Der Verwaltungssitz befindet sich im Ort Audruicq.

## Mitgliedsgemeinden
| Gemeinde                                       | Einwohner 1. Januar 2022 | Fläche km² | Dichte Einw./km² | Code INSEE | Postleitzahl |
| ---------------------------------------------- | ------------------------ | ---------- | ---------------- | ---------- | ------------ |
| Audruicq                                       | 5.349                    | 14,44      | 370              | 62057      | 62370        |
| Guemps                                         | 1.092                    | 15,89      | 69               | 62393      | 62370        |
| Muncq-Nieurlet                                 | 683                      | 11,44      | 60               | 62598      | 62890        |
| Nortkerque                                     | 1.753                    | 13,19      | 133              | 62621      | 62370        |
| Nouvelle-Église                                | 709                      | 9,07       | 78               | 62623      | 62370        |
| Offekerque                                     | 1.288                    | 13,37      | 96               | 62634      | 62370        |
| Oye-Plage                                      | 5.716                    | 33,86      | 169              | 62645      | 62215        |
| Polincove                                      | 874                      | 4,75       | 184              | 62662      | 62370        |
| Recques-sur-Hem                                | 671                      | 5,41       | 124              | 62699      | 62890        |
| Ruminghem                                      | 1.607                    | 13,89      | 116              | 62730      | 62370        |
| Saint-Folquin                                  | 2.339                    | 17,95      | 130              | 62748      | 62370        |
| Saint-Omer-Capelle                             | 1.100                    | 10,69      | 103              | 62766      | 62162        |
| Sainte-Marie-Kerque                            | 1.715                    | 18,47      | 93               | 62756      | 62370        |
| Vieille-Église                                 | 1.496                    | 21,12      | 71               | 62852      | 62162        |
| Zutkerque                                      | 1.795                    | 16,41      | 109              | 62906      | 62370        |
| Communauté de communes de la Région d’Audruicq | 28.187                   | 219,95     | 128              | –          | –            |